# Pieds plats (groupe)
Les Pieds plats est un groupe anarchiste individualiste et illégaliste fondé dans les années 1880 à Paris. Réunissant des ouvriers franciliens du milieu de la menuiserie, certains de ses membres s'impliquent dans l'Ère des attentats (1892-1894), à l'instar de Théodule Meunier, Jean-Pierre François ou encore Fernand Bricout, qui commettent l'attentat du Véry en avril 1892. Par leur utilisation importante de la propagande par le fait pendant cette période, ils font figure de contre-pouvoirs à l'autorité de certains « pontes » de l'anarchisme, comme Charles Malato, Errico Malatesta ou Pierre Kropotkine, que les Pieds plats et plus largement les anarchistes individualistes critiquent ouvertement.
Le groupe est aussi influent par le croisement qu'il fait de l'action directe, l'illégalisme et la propagande par le fait. Ses membres sont ainsi crédités pour avoir contribué à lancer et à théoriser les « déménagements à la cloche de bois », c'est-à-dire le fait de déménager sans avertir le propriétaire et en cessant de lui payer un loyer. Il s'agit d'une des sources idéologiques de la pratique du squat.

## Histoire
Le groupe est fondé au sein des militants anarchistes du milieu de la menuiserie dans les années 1880. Il se constitue autour des cercles anarchistes que le marchand de vins anarcho-syndicaliste Paul Rousseau organise chez lui, au 131 rue Saint-Martin,. Le Maitron donne comme membres, entre autres les compagnons Théodule Meunier, Jean-Pierre François, Fernand Bricout, Bruneau, Sentenac, Cler ou Soulage. Ferter est aussi lié à ce groupe et participe alors à des collectes d'argent pour celui-ci.

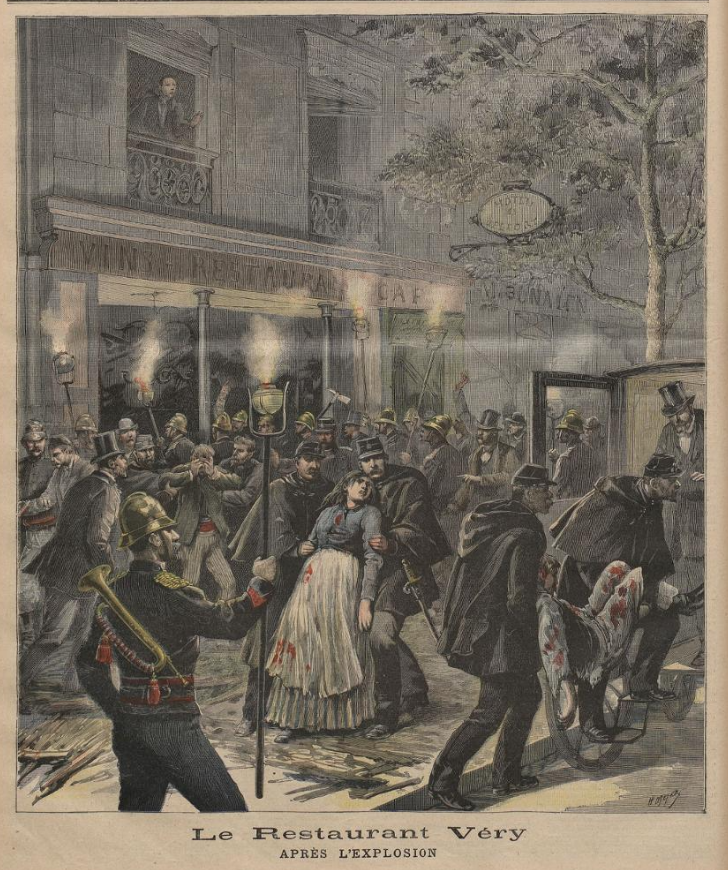
Représentation de l'attentat du Véry dans Le Petit Journal illustré

Selon leur opposant Jean Grave, leur nom vient d'une reprise de l'expression populaire « Je ne marche pas, j'ai les pieds plats ». L'anarchiste les décrit comme s'engageant principalement dans des procédés illégalistes comme la reprise individuelle à l'époque : ils se seraient particulièrement attachés à voler les marchands de vins parisiens - en s'endettant auprès d'eux avant de disparaître ou plus simplement en volant toute la vaisselle, les serviettes et les boissons des restaurateurs et marchands de vins. Plus tard, pendant l'Ère des attentats (1892-1894), certains membres du groupe, en l'occurrence Meunier, François et Bricout participent à l'attentat du Véry, un des premiers attentats de la période, qui fait suite à l'arrestation de Ravachol.
Leur idéologie, qui croise illégalisme, action directe et propagande par le fait est influente pour la naissance et la diffusion du principe du « déménagement à la cloche de bois », c'est-à-dire le fait de déménager sans avertir le propriétaire et en cessant de lui payer un loyer. Il s'agit là d'une des méthodes annonçant la pratique du squat.
Les Pieds plats s'engagent aussi dans des polémiques violentes et ouvertes envers certains « pontes » de l'anarchisme, comme Charles Malato, Errico Malatesta ou Pierre Kropotkine, qu'ils qualifient d'« [anarchomoralistes, pleutres anarchistes, personnalités, petits papes, doctrinaires ou encore de prélats] », tandis que ces trois figures, qui représentent la tendance anarcho-communiste au sein de l'anarchisme, considèrent les Pieds plats et plus largement les anarchistes individualistes avec suspicion, étant donné que leurs cercles sont infiltrés par la police et que leur usage de la propagande par le fait et la violence leur semble desservir les intérêts de la cause anarchiste.